# Dette : 5000 ans d'histoire
 (décembre 2021).
Dette : 5000 ans d'histoire est un livre de l'anthropologue David Graeber publié en 2011 et paru pour la première fois en France en 2013 aux éditions Les liens qui libèrent.
Il s'agit d'une analyse historique du concept de dette à l'aune de différents faits sociaux comme le troc, le mariage, l'esclavage, la loi, la religion, la guerre et l'État. Il y est fait usage d'un large matériel anthropologique et historique remontant jusqu'à la première mention connue de la dette à Sumer en 3500 avant notre ère.
Pour Le Monde : « L'ouvrage de l'anthropologue et économiste David Graeber, professeur à la London University, [...] remont[ant]e aux origines des idées de dette, d'échange, de monnaie, et à leur évolution dans l'Histoire [...]. Des Sumériens aux Babyloniens jusqu'à l'époque moderne, sous toutes les coutumes et religions, de tous les continents, le voyage ne s'arrête jamais. »